# Chrysotoxum coreanum
Chrysotoxum coreanum är en tvåvingeart som beskrevs av Tokuichi Shiraki 1930. Chrysotoxum coreanum ingår i släktet getingblomflugor, och familjen blomflugor. Inga underarter finns listade i Catalogue of Life.